# Liste des épisodes des Craquantes

Cette page présente la liste des épisodes de la série télévisée Les Craquantes (The Golden Girls).

## Première saison (1985-1986)
1. Pilote (The Engagement)
2. Devine qui vient au mariage ? (Guess Who's Coming to the Wedding?)
3. Rose la chaste (Rose the Prude)
4. Un rein pour deux (Transplant)
5. Le Triangle (The Triangle)
6. Le Petit-Fils de Blanche (On Golden Girls)
7. Le Championnat (The Competition)
8. Bijoux de famille (Break-In)
9. La Maman de Rose (Blanche and the Younger Man)
10. La Crise cardiaque (Heart Attack)
11. Le Retour de Stanley (The Return of Dorothy's Ex)
12. Mais qui va garder maman ? (The Custody Battle)
13. Une aventure de taille (A Little Romance)
14. Une vraie dame (That Was No Lady)
15. Pas de roses sans épines (In a Bed of Rose's)
16. À propos d'héritage (The Truth Will Out)
17. Tout doux ma belle (Nice and Easy)
18. Le Pied (The Operation)
19. Les deux Plombiers (Second Motherhood)
20. Quel scandale ! (Adult Education)
21. L'Oscar de la grippe (Flu Attack)
22. Rose a perdu son emploi (Job Hunting)
23. Ambitions aveugles (Blind Ambitions)
24. Papa Johnny (Big Daddy)
25. Notre rencontre (The Way We Met)

## Deuxième saison (1986-1987)
1. Le Retour d'âge (End of the Curse)
2. Ces dames d'un jour (Ladies of the Evening)
3. Titre français inconnu (Take Him, He's Mine)
4. Quelle vie de chien ! (It's a Miserable Life)
5. C'est si romantique (Isn't it Romantic)
6. Fille à papa (Big Daddy's Little Lady)
7. Affaire de famille (Family Affair)
8. Bonnes vacances (Vacation)
9. Comme chien et chat (Joust Between Friends)
10. Les Petites Annonces (Love, Rose)
11. Cauchemar de Noël ('Twas the Nightmare Before Christmas)
12. Bon anniversaire Sophia (The Sisters)
13. Quand Stan vient dîner (The Stan Who Came to Dinner)
14. Un grand comédien (The Actor)
15. Y a-t-il une vie après la mort ? (Before and After)
16. Trois femmes et un bébé (And Then There Was One)
17. Des histoires à dormir (Bedtime Story)
18. Pardonnez-moi, mon père (Forgive Me, Father)
19. La Basse-cour des miracles (Long Day's Journey into Marinara)
20. Jeune fille à mère (Whose Face is This, Anyway ?)
21. C'est elle que ça regarde (Dorothy's Prized Pupil)
22. Le Mal traité (Diamond in the Rough)
23. Kate à rebours (Son-in-Law Dearest)
24. Police à domicile (To Catch a Neighbor)
25. Gâteau d'anniversaire (A Piece of Cake)
26. Le Retour au nid (Empty Nests)

## Troisième saison (1987-1988)
1. Les Vieux Amis (Old Friends)
2. L'Appât du gain (One For the Money)
3. Le Porc de l'angoisse (Bringing Up Baby)
4. Coquin de sort (The Housekeeper)
5. Phobie ou pas phobique (Nothing to Fear but Fear Itself)
6. La Lettre à Gorbatchev (Letter to Gorbachev)
7. Drôle de couple ! (Strange Bedfellows)
8. L'Amour fraternel (Brotherly Love)
9. La Visite du cousin Sven (A Visit From Little Sven)
10. Le Bilan (The Audit)
11. Le Divan (Three on a Couch)
12. Le Copain de Charlie (Charlie's Buddy)
13. Trois modèles de modèle (The Artist)
14. Mère et fille (Blanche's Little Girl)
15. L'Amie de Dorothée (Dorothy's New Friend)
16. Blague à part (Grab that Dough)
17. Titre français inconnu (My Brother My Father)
18. Titre français inconnu (Golden Moments)
19. Titre français inconnu (Golden Moments)
20. Sophia tient la chandelle (And Ma Makes Three)
21. Toujours l'amour (Larceny and Old Lace)
22. La Grande Aventure de Rose (Rose's Big Adventure)
23. Devine qui j'épouse ? (Mixed Blessing)
24. L'Envol de Rose (Mister Terrific)
25. La Fête des mères (Mother's Day)

## Quatrième saison (1988-1989)
1. Fidel, l'infidèle (Yes, We Have No Havanas)
2. Pas maintenant, un autre (The Days and Nights of Sophia Petrillo)
3. Titre français inconnu (The One That Got Away)
4. Que le meilleur gagne (Yokel Hero)
5. Rôles de composition (Bang the Drum, Stanley)
6. Le Mariage de Sophia - 1re partie (Sophia's Wedding - Part 1)
7. Le Mariage de Sophia - 2e partie (Sophia's Wedding - Part 2)
8. Le Billet gagnant (Brother, Can You Spare That Jacket)
9. Touche pas à mon frère (Scared Straight)
10. Stan se marie (Stan Takes a Wife)
11. La Vente aux enchères (The Auction)
12. Question de physique (Blind Date)
13. Jours et nuits de China Rose (The Impotence of Being Ernest)
14. Dorothée ne pense qu'à ça (Love Me Tender)
15. La Saint-Valentin (Valentine's Day)
16. Comment tricoter des souvenirs ? (Two Rode Together)
17. Père, je t'adore (You Gotta Have Hope)
18. Un violon sur le ring (Fiddler on the Ropes)
19. Tel est pris qui croyait prendre (Till Death Do We Volley)
20. C'est l'angoisse (High Anxiety)
21. La Petite Sœur de Rose (Little Sister)
22. Le Choix de Sophia (Sophia's Choice)
23. Régime de printemps (Rites of Spring)
24. Frustration (Foreign Exchange)
25. Nos meilleurs souvenirs - 1re partie (We're Outta Here - Part 1)
26. Nos meilleurs souvenirs - 2e partie (We're Outta Here - Part 2)

## Cinquième saison (1989-1990)
1. Malade comme un chien - 1re partie (Sick and Tired - Part 1)
2. Malade comme un chien - 2e partie (Sick and Tired - Part 2)
3. Un gendre éprouvette (The Accurate Conception)
4. Un travail au poil (Rose Fights Back)
5. Manifestations d'amour (Love Under the Big Top)
6. Si on dansait (Dancing in the Dark)
7. Les Adieux de Martha (Not Another Monday)
8. Quand quelqu'un vous manque (That Old Feeling)
9. Dorothée entre en scène (Comedy of Errors)
10. Conflit de générations (All That Jazz)
11. Séparation (Ebb Tide)
12. Joyeux Noël (Have Yourself a Very Little Christmas)
13. L'Enfant de Marie (Mary Has a Little Lamb)
14. De nouvelles bases (Great Expectations)
15. Triple jeu (Triple Play)
16. Retour aux sources (Clinton Avenue Memoirs)
17. Histoires de cœur (Like the Beep Beep Beep of the Tom-Tom)
18. L'Enfant de l'autre (An Illegitimate Concern)
19. 72 heures dans la vie de Rose (72 Hours)
20. Le Premier Amour de Rose (Twice in a Lifetime)
21. Étrangers, étrangères (Sisters and Other Strangers)
22. Jeu de dupes (Cheaters)
23. La vengeance est un plat qui se mange froid (The Mangiacavallo Curse Makes a Lousy Wedding Present)
24. Rien ne va plus (All Bets are Off)
25. Visite présidentielle - 1re partie (The President's Coming! The President's Coming!)
26. Visite présidentielle - 2e partie (The President's Coming! The President's Coming!)

## Sixième saison (1990-1991)
1. Accouchement difficile (Blanche Delivers)
2. Si Saint-Olaf m'était conté (Once, in St. Olaf)
3. Stan, roi de la patate (If at Last You do Succeed)
4. C'est le premier pas qui compte (Snap Out of It)
5. Le Cadeau de Mamma Watkins (Wham, Bam, Thank You, Mammy)
6. Une question de principes (Feelings)
7. Seconde jeunesse (Zborn Again)
8. Sophia prend le voile (How Do You Solve a Problem Like Sophia)
9. Madame George Devereaux (Mrs. George Devereaux)
10. Qui a le temps à perdre ? (Girls Just Wanna Have Fun... Before They Die)
11. Cas de conscience (Stand By Your Man)
12. Amers remords (Ebbtide's Revenge)
13. Amour, amour, quand tu les tiens (The Bloom is Off the Rose)
14. Les Sœurs de la mariée (Sisters of the Bride)
15. La Double Vie de Miles Weber (Miles to Go)
16. Dorothée se marie - 1re partie (There Goes the Bride - Part 1)
17. Quand il pleut, on est mouillé - 2e partie (There Goes the Bride - Part 2)
18. Vieillesse égale sagesse (Older and Wiser)
19. Mélodrame (Melodrama)
20. Mamie blues (Even Grandmas Get the Blues)
21. Le crémier sonne toujours deux fois (Witness)
22. Le Grand Amour de Dorothée (What a Difference a Date Makes)
23. Vente aux enchères (Love For Sale)
24. L'incendie - 1ère partie (Never Yell Fire in a Crowded Retirement Home - Part 1)
25. L'incendie - 2ème partie (Never Yell Fire in a Crowded Retirement Home - Part 2)
26. Histoire de basse-cour (Henny Penny... Straight, No Chaser)

## Septième saison (1991-1992)
1. Une photo compromettante (Hey Look Me Over)
2. La libertine fait des siennes (The Case of the Libertine Belle)
3. La Belle et la Bête (Beauty and the Beast)
4. Secret de famille (That's For Me to Know)
5. Où est Charlie ? (Where's Charlie?)
6. Thérapie de couple (Mother Load)
7. Rendez-vous galant (Dateline... Miami)
8. Moi Stan, toi Gloria - 1ère partie (The Monkey Show - Part 1)
9. Moi Stan, toi Gloria - 2ème partie (The Monkey Show - Part 2)
10. Ro$e aime Mile$ (Rose Loves Miles)
11. La chambre n°7 (Room Seven)
12. Le remède est à la pharmacie (From Here to the Pharmacy)
13. L'Anneau Papal (The Pope's Ring)
14. Petites annonces (Old Boyfriends)
15. Au revoir, Monsieur Gordon (Goodbye, Mr. Gordon)
16. Gare aux groupies! (The Commitments)
17. Questions et réponses (Questions and Answers)
18. Les foudres de Stan (Ebbtide IV: The Wrath of Stan)
19. Le centre de l'attention (Journey to the Center of Attention)
20. Le songe d'une nuit d'hiver - 1ère partie (A Midwinter Night's Dream - Part 1)
21. Le songe d'une nuit d'hiver - 2ème partie (A Midwinter Night's Dream - Part 2)
22. Portrait de femmes (Rose: Portrait of a Woman)
23. Réunions d'anciens - 1ère partie (Home Again, Rose - Part 1)
24. Réunions d'anciens - 2ème partie (Home Again, Rose - Part 2)
25. Quand l'oiseau quitte le nid - 1ère partie (One Flew Out of the Cuckoo's Nest - Part 1)
26. Quand l'oiseau quitte le nid - 2ème partie (One Flew Out of the Cuckoo's Nest - Part 2)